# Więzadło skokowo-piętowe boczne
Więzadło skokowo-piętowe boczne (łac. ligamentum talocalcaneum laterale) – w anatomii człowieka jedno z więzadeł stawu skokowego tylnego. Biegnie od wyrostka bocznego kości skokowej skośnie ku tyłowi kończąc się na powierzchni bocznej kości piętowej.